# Грузия на летних Олимпийских играх 2008
Грузия на летних Олимпийских играх 2008 — 35 спортсменов в 11 видах спорта.

## Золото
| Золото |                    |                                   |
| #      | Спортсмен (-ы)     | Вид спорта (дисциплина)           |
| 1      | Манучар Квирквелия | Греко-римская борьба, до 74 кг    |
| 2      | Ираклий Цирекидзе  | Дзюдо, до 90 кг                   |
| 3      | Реваз Миндорашвили | Вольная борьба, мужчины, до 84 кг |

## Бронза
| Бронза |                    |                                         |
| #      | Спортсмен (-ы)     | Вид спорта (дисциплина)                 |
| 1      | Нино Салуквадзе    | Стрельба, пневматический пистолет, 10 м |
| 2      | Георгий Гогшелидзе | Вольная борьба, мужчины, до 96 кг       |
| 3      | Отар Тушишвили     | Вольная борьба, мужчины, до 66 кг       |

## Состав Грузинской олимпийской команды

### Стрельба из лука
Спортсменов — 2
Индивидуальный турнир среди женщин
- Хатуна Нариманидзе
- Кристина Эсебуа

### Бокс
Спортсменов — 2
До 57 кг
- Николос Изория

До 69 кг
- Кахабер Жвания

### Стрельба
Спортсменов — 1
Женщины. Пневматический пистолет, 10 м
- Нино Салуквадзе

### Дзюдо
Спортсменов — 7
До 60 кг
- Нестор Хергиани

До 66 кг
- Заза Кеделашвили

До 73 кг
- Давид Кехвишвили

До 81 кг
- Саба Гавашевишвили

До 90 кг
- Ираклий Цирекидзе

До 100 кг
- Леван Джорджолиани

От 100 кг
- Лаша Гуджежиани

### Прыжки на батуте
Спортсменов — 1
- Люба Головина

### Спортивная гимнастика
Спортсменов — 1
- Илья Гиоргадзе

### Борьба
Спортсменов — 10
Вольная борьба среди мужчин
- 55 кг. Бесарион Гочашвили
- 66 кг. Отар Тушишвили
- 74 кг. Гела Сахирашвили
- 84 кг. Реваз Миндорашвили
- 96 кг. Георгий Гогшелидзе

Греко-Римская
- 55 кг. Лаша Гогитадзе
- 60 кг. Давид Бединадзе
- 74 кг. Манучар Квирквелия
- 84 кг. Бадри Хасая
- 96 кг. Рамаз Назадзе

### Плавание
Спортсменов — 2
- Ираклий Ревишвили
- Анна Сальникова

### Пляжный волейбол
Спортсменов — 4
Мужчины
- Ренато Гомес и Джордже Терсейро

Женщины
- Кристина Сантанна и Андрезза Мартинс

### Лёгкая атлетика
Спортсменов — 2
- Давид Илариани
- Мариам Кевхишвили

### Тяжёлая атлетика
Спортсменов — 3
Мужчины
- 85 кг. Рауль Цирекидзе
- 94 кг. Арсен Касабиев
- 105 кг. Альберт Кузилов

## Грузинская акция протеста на Олимпийских играх
9 августа президент Грузии М. Саакашвили сообщил о том, что спортсмены из олимпийской команды Грузии, находящейся в Пекине на Олимпиаде-2008, в связи с осетинской войной «собираются провести акцию протеста, чтобы привлечь внимание мира к тому, что сегодня происходит в Грузии. Согласно уставу олимпийского комитета, это повлечёт за собой дисквалификацию спортсменов». В тот же день олимпийская сборная Грузии, после встречи с женой грузинского президента гражданкой Нидерландов Сандрой Руловс, объявила о том, что покидает Олимпиаду. Грузинская олимпийская сборная, в соответствии с Олимпийским уставом, могла быть дисквалифицирована на восемь лет. На самом деле грузинская команда осталась на Олимпиаде и 10 августа участвовала в соревнованиях. Как сообщается, «после убедительной просьбы» президента Саакашвили, днём ранее призывавшего олимпийцев покинуть Игры, спортсмены изменили своё решение и продолжат участие в Олимпиаде.